# Cynoglossum macrocalycinum
Cynoglossum macrocalycinum är en strävbladig växtart som beskrevs av H. Riedl. Cynoglossum macrocalycinum ingår i släktet hundtungor, och familjen strävbladiga växter. Inga underarter finns listade i Catalogue of Life.